# Anastasia
Anastasia  è un nome proprio di persona italiano femminile.

## Varianti
- Femminili: Anastagia[1]
- Maschile: Anastasio[1][2]

### Varianti in altre lingue
- Basco: Anastase[4]
- Bielorusso: Анастасія (Anastasija), Анастасия (Anastasija)
  - Ipocoristici: Настасся (Nastassja)
- Bulgaro: Анастасия (Anastasija)[5]
- Catalano: Anastàsia[4]
- Ceco: Anastazie[5], Anastázie[5]
- Croato: Anastazija[5]
- Esperanto: Anastazio
- Francese: Anastasie[5]
- Georgiano: ანასტასია (Anast'asia)
- Greco antico: Ἀναστασία (Anastasía)[5]
- Greco moderno: Αναστασία (Anastasía)[5]
  - Ipocoristici: Νατάσα (Natása)[5], Τασία (Tasía)[5], Τασούλα (Tasoúla)[5]
- Inglese: Anastasia[5][6], Anastacia[5][6]
  - Ipocoristici: Stacy[5]
- Latino: Anastasia[1]
- Macedone: Анастаија (Anastasija)[5]
- Medio inglese: Anstice[6], Anstey[6]
- Polacco: Anastazja[5]
- Russo: Анастасия (Anastasija)[5]
  - Ipocoristici: Ася (Asja)[5], Настасья (Nastas'ja)[5], Настя (Nastja)[5], Стася (Stasja)[5]
- Serbo: Анастаија (Anastasija)[5]
- Slovacco: Anastázia[5]
- Spagnolo: Anastasia[4][5]
- Ucraino: Анастасія (Anastasija)[5]
- Ungherese: Anasztázia[5]
  - Ipocoristici: Nasztázia, Neszta
- Valenzano: Anastàsia

## Origine e diffusione
È la forma femminile di Anastasio, che si basa sul greco ἀνάστασις (anástasis), cioè "risveglio", "resurrezione"; viene quindi interpretato come "risorta".
La sua ampia diffusione nell'oriente cristiano è dovuta alla venerazione verso sant'Anastasia di Sirmio, martire dalmata sotto Diocleziano; in Italia il femminile è più diffuso del maschile, e nel XXI secolo è in aumento (secondo dati Istat, l'uso del nome è aumentato dallo 0,08% delle femmine nate nel 1999 allo 0,37% nel 2023). Nei paesi inglesi è in uso sin dal Medioevo (inizialmente perlopiù con forme vernacolari quali Anstice e Anstey).

## Onomastico
L'onomastico si può festeggiare in memoria di più sante, alle date seguenti:
- 5 gennaio, sant'Anastasia, martire con altri compagni di Africa[10]
- 10 marzo, sant'Anastasia la Patrizia, nobildonna bizantina presso la corte di Teodora, poi eremita a Scete[10]
- 15 aprile, sant'Anastasia, martire con santa Basilissa a Roma sotto Nerone[10][11]
- 24 giugno, santa María Guadalupe García Zavala, al secolo Anastasia, fondatrice delle Ancelle di Santa Margherita Maria e dei poveri[10]
- 17 luglio, sant'Anastasija Nikolaevna Romanova, vergine e martire con i suoi famigliari ad Ekaterinburg, ricordata dalla Chiesa ortodossa
- 28 ottobre, sant'Anastasia l'Anziana, religiosa, martire sotto Valeriano[10]
- 29 ottobre, sant'Anastasia la Maggiore, osiomartire, ricordata dalle Chiese orientali[11]
- 25 dicembre (22 per gli ortodossi, 29 su alcuni calendari), sant'Anastasia, martire a Sirmio sotto Diocleziano[10][11]

## Persone

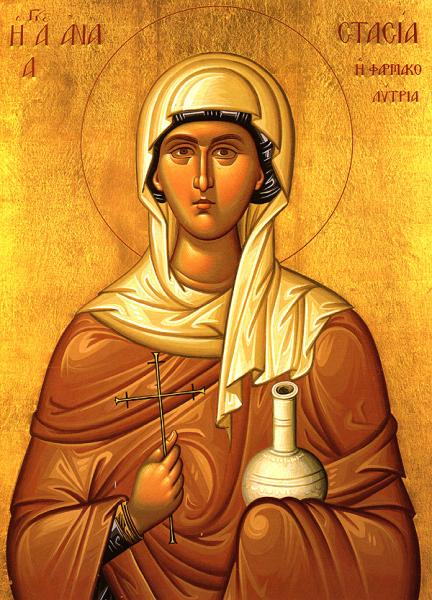
Anastasia di Sirmio

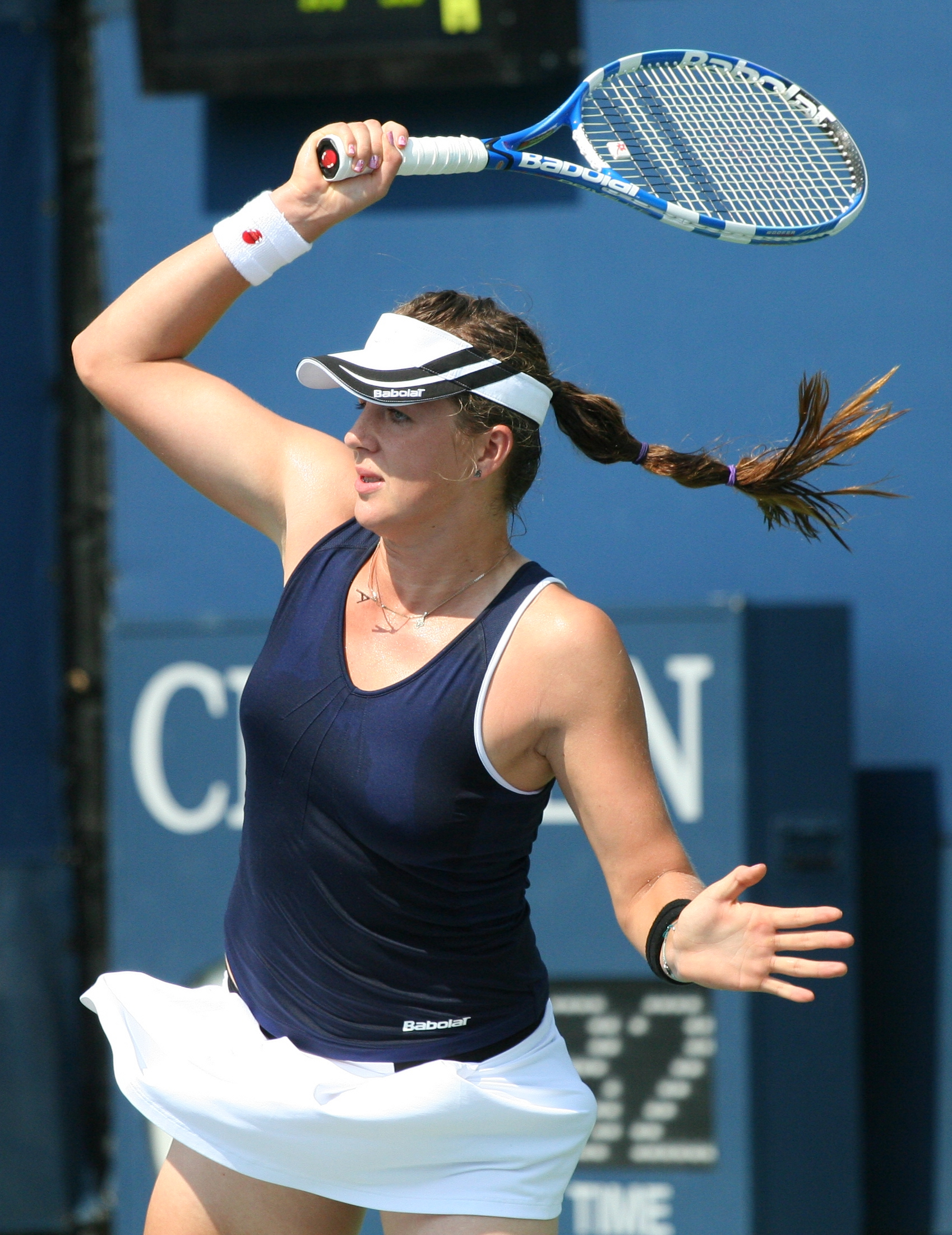
Anastasija Pavljučenkova

- Anastasia, figlia dell'imperatore Costanzo Cloro
- Anastasia (68), santa romana
- Anastasia (235), santa romana
- Anastasia Acosta, attrice costaricana
- Anastasia del Montenegro, principessa del Montenegro
- Anastasia di Hohenzollern, principessa tedesca
- Anastasia di Meclemburgo-Schwerin, principessa di Meclemburgo-Schwerin
- Anastasia di Sirmio, santa romana
- Anastasia Kelesidou, atleta greca
- Anastasia Kōstakī, cestista greca
- Anastasia Oberstolz-Antonova, slittinista russa naturalizzata italiana
- Anastasia Silveri, modella russa naturalizzata italiana

### Variante Anastasija

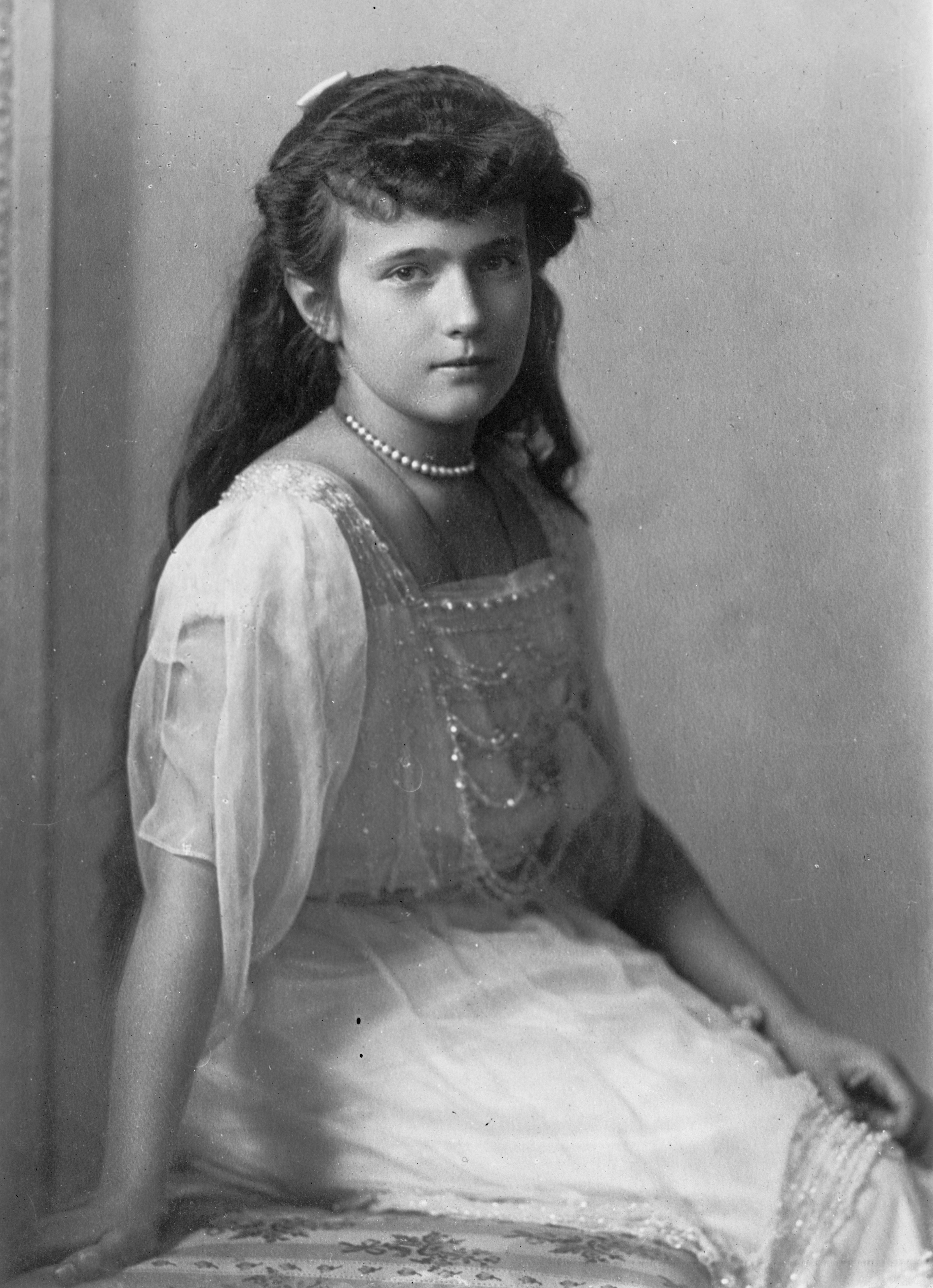
Anastasija Nikolaevna Romanova

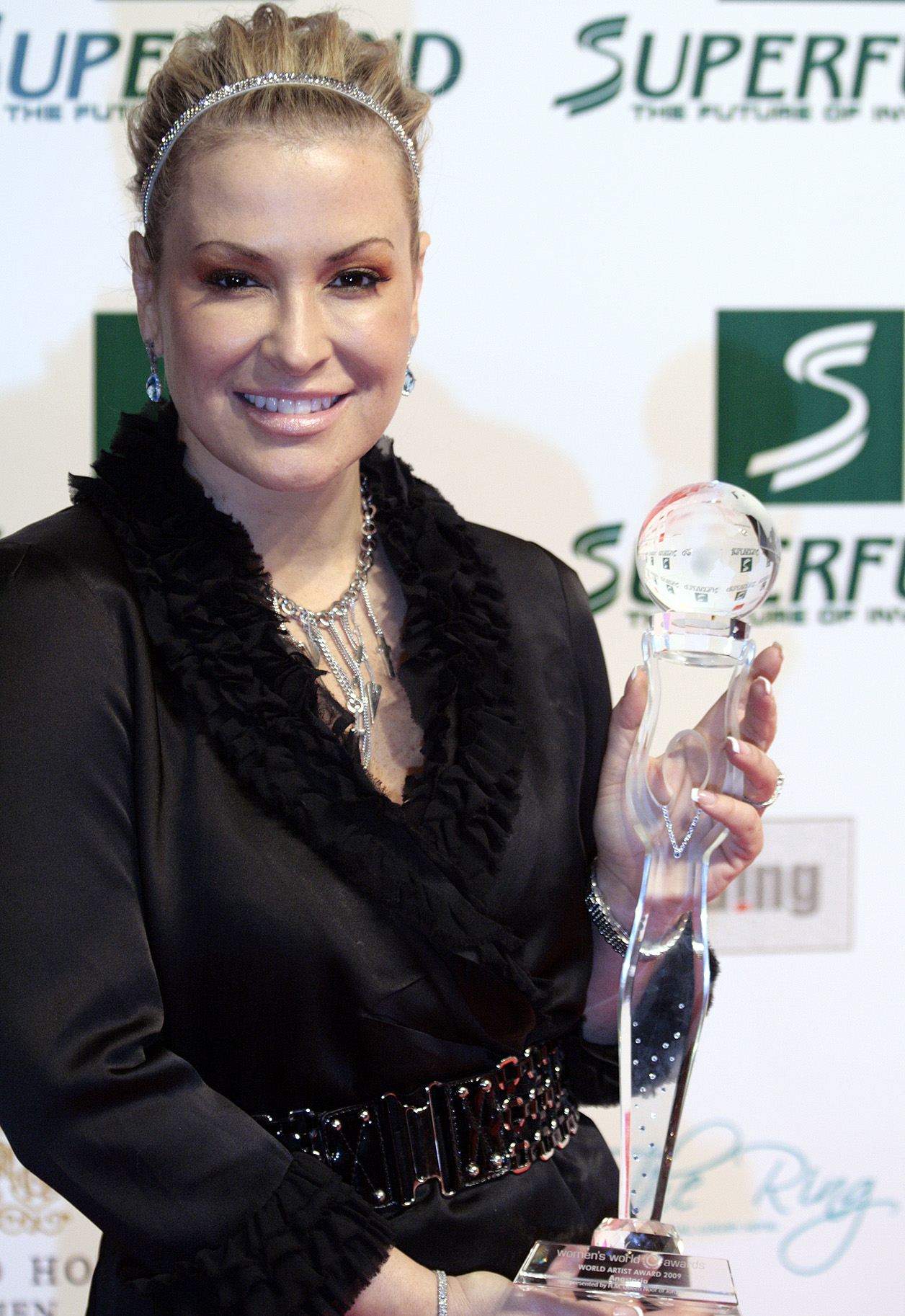
Anastacia

- Anastasija Baburova, giornalista ucraina
- Anastasija Baryšnikova, taekwondoka russa
- Anastasija Čaun, nuotatrice russa
- Anastasija Michajlovna de Torby, figlia di Michail Michajlovič Romanov
- Anastasija Ivan'kova, ginnasta bielorussa
- Anastasija Jakimova, tennista bielorussa
- Anastasija Kamens'kych, cantante ucraina
- Anastasija Kapačinskaja, atleta russa
- Anastasija Kuz'mina, biatleta russa naturalizzata slovacca
- Anastasija Kuz'mina, ballerina e personaggio televisivo ucraina
- Anastasija Myskina, tennista russa
- Anastasija Novikava, sollevatrice bielorussa
- Anastasija Pavljučenkova, tennista russa
- Anastasija Pivovarova, tennista russa
- Anastasija Pozdnjakova, tuffatrice russa
- Anastasija Prychod'ko, cantante ucraina
- Anastasija Rodionova, tennista russa naturalizzata australiana
- Anastasija Romanovna Zachar'ina, zarina russa
- Anastasija Michajlovna Romanova, moglie di Federico Francesco III di Meclemburgo-Schwerin
- Anastasija Nikolaevna Romanova, granduchessa di Russia e santa, figlia dello zar Nicola II
- Anastasija Samusevič, pentatleta bielorussa
- Anastasija Sevastova, tennista lettone
- Anastasija Jur'evna Skultan, giocatrice di curling russa
- Anastasija Stockaja, cantante russa
- Anastasija Verameenka, cestista bielorussa
- Anastasija Vinnikava, cantante bielorussa
- Anastasija Zueva, nuotatrice russa

### Variante Nastassja
- Nastassja Burnett, tennista italiana
- Nastassja Kinski, attrice e modella tedesca

### Altre varianti
- Anastacia, cantautrice e stilista statunitense
- Nastasia Noens, sciatrice alpina francese
- Nastia Liukin, ginnasta statunitense

## Il nome nelle arti
- Anastasia Tremaine, personaggio del film Cenerentola del 1950
- Anastasia, film del 1956
- Anastasia, nome di una delle città immaginarie ne Le città invisibili di Italo Calvino del 1972
- Anastasia, film d'animazione del 1997[12]
- Anastasia, musical del 2017 basato sull'omonimo film d'animazione
- Anastasia Steele, protagonista del romanzo Cinquanta sfumature di grigio scritto da E. L. James e pubblicato nel 2011, nonché dei suoi seguiti e dei rispettivi adattamenti cinematografici